# Laft
Laft (perski: لافت) – miejscowość w południowym Iranie, w ostanie Hormozgan, na wyspie Keszm. W 2006 roku miejscowość liczyła 3899 mieszkańców w 765 rodzinach.